# Chorizopes frontalis
Chorizopes frontalis là một loài nhện trong họ Araneidae.
Loài này thuộc chi Chorizopes. Chorizopes frontalis được Octavius Pickard-Cambridge miêu tả năm 1870.